# Нова Деревня (Курманський район)
Нова́ Дере́вня (до 1948 року — Найдорф, крим. Naydorf, їд. נייַ דאָרף) — село Курманського району Автономної Республіки Крим. Населення становить 375 осіб. Орган місцевого самоврядування — Крестянівська сільська рада.
Відстань від райцентру до населеного пункта становить 42 кілометрів по прямій.

## Населення
За даними перепису населення 2001 року у селі проживали 375 осіб.
Рідною мовою назвали:
| Мова              | Кількість осіб | Відсоток |
| ----------------- | -------------- | -------- |
| російська         | 238            | 63,47 %  |
| кримськотатарська | 82             | 21,87 %  |
| українська        | 53             | 14,13 %  |
| вірменська        | 1              | 0,27 %   |
| інші              | 1              | 0,26 %   |

## Персоналії
- Гоцанюк Юрій Михайлович (1966) — український та російський політичний діяч, колаборант.